# Griselda (Miniserie)
Griselda ist eine US-amerikanische Krimidrama-Miniserie für den Streamingdienst Netflix mit Sofía Vergara in der Rolle der kolumbianischen Drogenhändlerin Griselda Blanco.
Die Veröffentlichung der Serie erfolgte am 25. Januar 2024 auf Netflix.

## Besetzung und Synchronisation
Die Synchronisation der Serie wurde bei der EVA Studios Germany nach einem Dialogbuch von Yvonne Prieditis und unter der Dialogregie von Christian Gaul erstellt.

### Hauptfiguren
| Rolle              | Schauspieler           | Rollenbeschreibung                 | Synchronsprecher |
| ------------------ | ---------------------- | ---------------------------------- | ---------------- |
| Griselda Blanco    | Sofía Vergara          | Kolumbianische Drogenhändlerin     | Carolina Vera    |
| Darío Sepúlveda    | Alberto Guerra         | Dritter Ehemann von Griselda       |                  |
| Arturo Mesa        | Christian Tappán       |                                    |                  |
| Jorge „Rivi“ Ayala | Martin Rodriguez       | Auftragsmörder für Griselda Blanco | Asad Schwarz     |
| June Hawkins       | Juliana Aidén Martinez | Mordermittlerin                    | Anna Grisebach   |
| Carmen Gutiérrez   | Vanessa Ferlito        |                                    |                  |

### Nebenfiguren
| Rolle                        | Schauspieler              | Rollenbeschreibung                                | Synchronsprecher          |
| ---------------------------- | ------------------------- | ------------------------------------------------- | ------------------------- |
| Osvaldo Trujillo Blanco      | Martín Fajardo            | Sohn von Griselda Blanco                          |                           |
| Dixon Trujillo Blanco        | Orlando Pineda            | Ältester Sohn von Griselda                        |                           |
| Uber Esnyder Trujillo Blanco | Jose Velazquez            | Dixons jüngerer Bruder                            |                           |
| Jesús „Chucho“ Castro        | Fredy Yate Varón          | Chefkiller von Griselda                           |                           |
| Rafael Cardona Salazar       | Camilo Jiménez Varón      | Hochrangiges Mitglied des Medellín-Kartells       | Sebastian Christoph Jacob |
| Max Mermelstein              | David Piggott             | Drogenschmuggler im Auftrag des Medellín-Kartells | Marko Bräutigam           |
| Fabio Ochoa Vásquez          | Christian Gnecco Quintero | Hochrangiges Mitglied des Medellín-Kartells       |                           |
| Alberto Bravo                | Alberto Ammann            | Griseldas Ehe- und Geschäftspartner               | – 1                       |
| Jon Roberts                  | Jeffrey Vincent Parise    | Drogenhändler aus Miami                           | Torben Liebrecht          |

## Produktion
Am 3. November 2021 wurde bekannt, dass Latin World Entertainment unter der Regie von Andrés Baiz eine sechsteilige Krimidrama-Miniserie für den Streamingdienst Netflix produziert, die mit Sofía Vergara in der Hauptrolle auf dem Leben der Drogenhändlerin Griselda Blanco basiert und von Eric Newman, Doug Miro, Andrés Baiz, Carlo Bernard und Ingrid Escajeda entwickelt wurde. Als zwei der ausführenden Produzenten arbeiteten Sofía Vergara und Luis Balaguer acht Jahre lang an der Realisierung des Projekts, bevor sie damit an Netflix herantraten.
Im Januar des Jahres 2022 stellte Netflix zwölf weitere Darsteller der Serie vor, darunter Alberto Guerra, Christian Tappán und Vanessa Ferlito. Im gleichen Monat begannen die Hauptdreharbeiten.
Am 21. September 2023 wurde ein erster offizieller Trailer und das Erscheinungsdatum zur Serie – datiert auf den 25. Januar 2024 – veröffentlicht.